# Voltaire (Musiker)

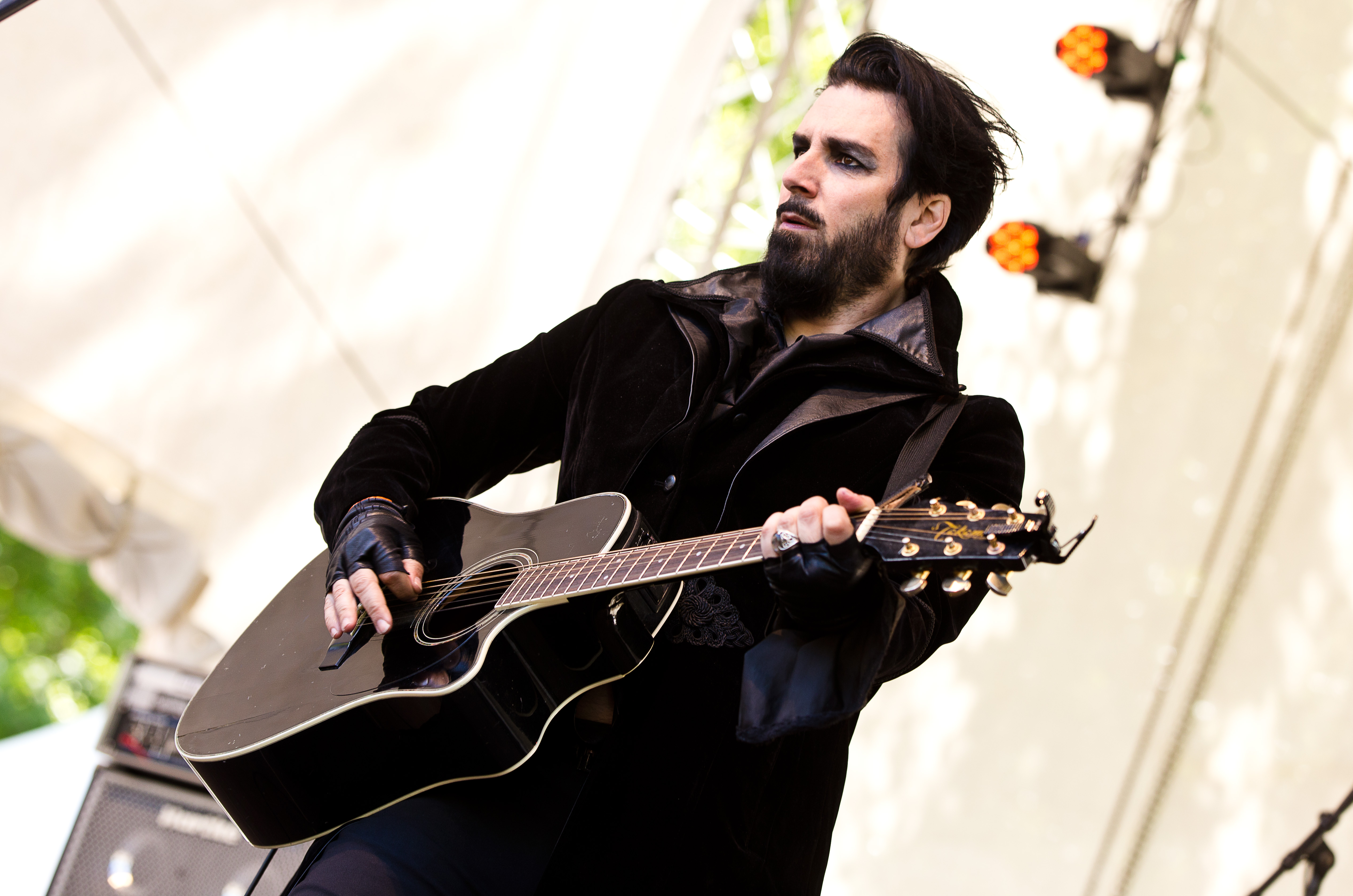
Aurelio Voltaire bei einem Auftritt auf dem 25. Wave-Gotik-Treffen 2016 in Leipzig.

Aurelio Voltaire Hernandez (* 25. Januar 1967 in Havanna) ist ein kubanoamerikanischer Musiker, welcher der US-amerikanischen Gothic-Szene nahesteht.

## Leben
Während seiner Kindheit emigrierte seine Familie von Kuba nach New Jersey.
Neben seiner Tätigkeit als Musiker arbeitet Voltaire als Produktdesigner, Stopmotion-Filmanimateur, Comic- und Buchautor. Des Weiteren ist er Dozent an der School of Visual Arts in New York.
Voltaire ist vor allem als Solokünstler bekannt und wird sowohl im Studio wie live von verschiedenen anderen Musikern unterstützt. Das Line-up bestand 2008 aus Voltaire (Gesang und Akustische Gitarre), Gregor Kitzis (Violine und Mandoline), Matthew Goeke (Cello), Glenn Sorino (Schlagzeug) und Franz Nicoleay (Akkordeon).

## Diskografie
- 1998: The Devil’s Bris (Projekt Records)
- 2000: Almost Human (Projekt Records)
- 2001: Banned on Vulcan (Projekt Records)
- 2002: Boo Hoo (Projekt Records)
- 2004: Then & Again (Projekt Records)
- 2004: Deady Sings! (Projekt Records)
- 2006: Zombie Prostitute… (Projekt Records)
- 2006: Live! (Eigenveröffentlichung)
- 2007: Ookie Spookie (Projekt Records)
- 2008: To the Bottom of the Sea (Eigenveröffentlichung)
- 2010: Hate lives in a small town
- 2011: Riding a Black Unicorn... (Eigenveröffentlichung)
- 2012: BiTrektual
- 2014: Raised by Bats
- 2017: Heart-Shaped Wound
- 2019: What Are the Oddz
- 2020: The Black Labyrinth

## Buchveröffentlichungen
- 2004: What Is Goth? (Weiser Books)
- 2005: Paint It Black (Weiser Books)
- 2013: Call of the Jersey Devil (Spence City)

## Comics
- 1997: Chi-Chian #1
- 1997: Chi-Chian #2
- 2002: Oh My Goth! Version 2.0
- 2004: Deady: The Malevolent Teddy Volume 1 (Sirius Entertainment)
- 2004: Deady: The Terrible Teddy Volume 2 (Sirius Entertainment)
- 2005: Deady The Evil Teddy Volume 3 (Sirius Entertainment)
- 2006: The Book of Deady Volume 1 (Sirius Entertainment)
- 2007: Deady Volume 4: Big in Japan (Sirius Entertainment)

## Stopmotion-Filme
- 2007: Transrexia